# Ne cives ad arma ruant
Il brocardo Ne cives ad arma ruant o Ne cives ad arma veniant significa "Affinché i cittadini non vengano (o corrano) alle armi". Esprime la necessità di evitare, attraverso l'attività legislativa, che la convivenza civile sia minacciata dal ricorso alla violenza da parte dei cittadini.

## Storia
Affinché i cittadini non vengano (o corrano) alle armi è un sintagma che sintetizza una nuova possibile individuazione della funzione del diritto oggettivo: prevenire e risolvere i conflitti prima che essi si trasformino in conflitti armati (guerre, ribellioni, rivoluzioni).
Le due formule Ne cives ad arma ruant e Ne cives ad arma veniant sono utilizzate per spiegare la velocità attribuita alle azioni in difesa del possesso. Infatti in tempi remotissimi e prima della invenzione delle azioni possessorie si applicava il principio della legittima difesa dalle aggressioni e dalle usurpazioni violente dei beni e dunque si riteneva lecito respingere la violenza con la forza.
Le due formule non sono rintracciabili tra le antiche massime del diritto (neanche fra quelle medioevali). Esse dunque sono abbastanza recenti. Sono state adoperate di sicuro in epoca moderna nella manualistica sul diritto civile agli inizi del XX secolo da Roberto De Ruggiero e poi da Andrea Torrente nel celebre manuale di diritto privato fin dalla prima edizione del 1952.

## Possesso civilistico
Il brocardo è tipicamente utilizzato per sintetizzare la ratio degli articoli 1168 e seguenti del codice civile, posti a tutela del possesso, situazione di fatto la cui protezione trova fondamento nell'esigenza di evitare che i cittadini, autotutelando i propri interessi, si usino violenza a vicenda per ristabilire in concreto la conformità a diritto dello stato delle cose.